# Tell Me a Story
Tell Me a Story (englisch für Erzähle mir eine Geschichte) ist eine amerikanische Psychothriller-Anthologie-Serie von Kevin Williamson, die auf der spanischen Serie Cuéntame un Cuento basiert und wie diese Märchen in die Moderne adaptiert. Auf CBS All Access hatte die erste Staffel Premiere am 31. Oktober 2018, die zweite am 5. Dezember 2019. In Deutschland erschien die erste Staffel am 1. Mai 2020 auf TVNOW, die zweite am 1. September desselben Jahres.

## Handlung
Während die fünfteilige spanische Fernsehserie Cuéntame un Cuento in jeder Episode ein anderes Märchen präsentierte, adaptiert Tell Me a Story pro Staffel drei thematisch nahe Märchen (hauptsächlich der Brüder Grimm) in Geschichten, die parallel die gesamte Staffel hindurch laufen.

### Staffel 1
Die erste Staffel adaptiert die Märchen Die drei kleinen Schweinchen, Hänsel und Gretel und Rotkäppchen in Geschichten um Verbrechen, verlagert nach New York City:
Die drei kleinen Schweinchen: Während Jordan Evans und seine frisch Verlobte Beth Ringe aussuchen, stürmen drei Räuber in Schweinemasken den Juwelier, wobei Beth tödlich angeschossen wird. Weil die Polizei seines Erachtens zu wenig tut, den von ihm erkannten Täter festzunehmen, beschließt Jordan, selbst Rache zu üben.
Hänsel und Gretel: Als der drogenabhängige Go-go-Tänzer Gabe und sein Kollege sich mit einem Mann in einem Hotelzimmer treffen, wird dieser aus Versehen getötet. Gabe ruft seine Schwester Hannah zu Hilfe und gemeinsam müssen die Geschwister fliehen.
Rotkäppchen: Nach dem Tod ihrer Mutter sind die 17-jährige Kayla und ihr Vater Tim von Los Angeles zu ihrer Großmutter Colleen gezogen. Als Kayla sich mit ihrer neuen Schulfreundin rausgeschlichen hat und in einem Nachtclub feiern geht, begegnet sie dort Nick Sullivan und hat mit ihm Sex. Am nächsten Tag in der Schule stellt er sich als ihr neuer Vertretungslehrer heraus.

### Staffel 2
In der zweiten Staffel, die in Nashville spielt, werden die drei Prinzessinnen-Märchen Die Schöne und das Biest, Aschenputtel und Dornröschen adaptiert. Sie dreht sich um die Familie von Rebecca Pruitt, Mutter eines Sohnes und zweier Töchter, die den Prinzen der Märchen entsprechen.
Die Schöne und das Biest: Country-Sängerin Ashley Rose Pruitt überlebt auf der Releaseparty für ihr Album einen Anschlag durch eine Autobombe, ist aber darauf durch Brandnarben entstellt. Ihr wird als Personenschützer der Polizist Beau (französisch für „der Schöne“) zur Seite gestellt.
Aschenputtel: Der häufig betrunkene Gitarrist Jackson Pruitt verliebt sich in Simone Garland, die sich nach dem Tod ihres Vaters gegen ihre Stieffamilie behaupten muss.
Dornröschen: Maddie Pruitts Verlobter, der Autor Tucker Reed, geht seine Schlafprobleme an, indem er eine junge Frau gefangen hält und betäubt, neben der er sich ins Bett legt. Nachdem sie entkommen kann, dreht sie die Situation um.

## Episodenliste

### Staffel 1
| Nr. (ges.) | Nr. (St.) | Deutscher Titel | Originaltitel         | Erstveröffentlichung USA | Deutschsprachige Erstveröffentlichung (D) | Regie             | Drehbuch                              |
| --- | --------- | --------------- | --------------------- | ------------------------ | ----------------------------------------- | ----------------- | ------------------------------------- |
| 1 | 1         | Kapitel 1       | Chapter 1: Hope       | 31. Okt. 2018            | 1. Mai 2020                               | Liz Friedlander   | Kevin Williamson                      |
| Zwei Brüder und ein Cop, die aus verschiedenen Gründen Geld brauchen, planen einen Raubüberfall. Jordan Evans drängt seine Lebensgefährtin Beth Miller damit, wie ursprünglich geplant, heiraten und Kinder kriegen zu wollen, während sie nicht ein Kind in Donald Trumps Amerika bringen will. Am Rande einer Demonstration, bei der die Teilnehmer Schweinemasken tragen, führt Beth Jordan zu einem Juwelier und sagt Ja zu seinem Antrag. Als sie drinnen Ringe aussuchen wollen, wird das Geschäft von den drei Räubern, die Schweinemasken tragen, gestürmt und überfallen. Bei einem Gerangel mit dem Sicherheitsmann des Geschäfts wird Beth tödlich angeschossen. Die Mitbewohner und Go-go-Tänzer Gabe Perez und Billy treffen sich mit einem Mann namens Dan Simmons in seinem Hotelzimmer. Als Gabe dessen Berührungen abwehrt, stößt Simmons tödlich gegen die Tischkante, worauf Billy abhaut. Gabe ruft hingegen seine Schwester Hannah her, die ihm hilft, die Spuren zu verwischen, und das Handy des Toten nimmt. Die 17-jährige Kayla und ihr Vater sind nach dem Tod ihrer Mutter zu ihrer Großmutter Colleen gezogen. Am ersten Schultag schleicht Kayla sich mit ihrer neuen Freundin raus und geht mit einem gefälschten Personalausweis in einem Nachtclub ab 21 Jahren feiern. Dort begegnet sie Nick Sullivan und geht zu ihm nach Hause, wo sie mit ihm Sex hat. Am nächsten Tag in der Schule stellt Nick sich als ihr neuer Vertretungslehrer heraus.                                                                                         |           |                 |                       |                          |                                           |                   |                                       |
| 2 | 2         | Kapitel 2       | Chapter 2: Loss       | 7. Nov. 2018             | 1. Mai 2020                               | Liz Friedlander   | Eduardo Javier Canto & Ryan Maldonado |
| Jordan wird von der Polizei nach Hinweisen auf die Täter befragt. Detective Garcia kann anhand Aufnahmen der Überwachungskameras Eddie Longo identifizieren und Jordan erkennt ihn bei einer Gegenüberstellung als einen der Täter, doch Garcia muss ihn gehen lassen, weil seine Freundin ihm ein Alibi gibt. Jordan sucht Eddie bei dessen Arbeit auf und beobachtet ihn zuhause. Hannah bedroht Billy, damit dieser bei einer möglichen Polizeibefragung aussagt, Simmons habe noch gelebt, als er und Gabe gegangen sind. Gabe nimmt eine Überdosis von Hannahs Medizin ein, aber sie kommt rechtzeitig, um ihn zu retten. Später hören sie in den Nachrichten, dass Simmons’ Leiche im Hudson River gefunden wurde. Nick macht sich Sorgen, dass er gefeuert werden könnte, weil Kayla noch minderjährig ist. Sie schwänzt die Schule mit ihren Freunden Laney und Ethan und verbringt den Tag bei Ethan, wo die drei sich im Whirlpool küssen. Nach einem Streit mit ihrem Vater sucht sie Trost bei Nick zuhause. |           |                 |                       |                          |                                           |                   |                                       |
| 3 | 3         | Kapitel 3       | Chapter 3: Greed      | 14. Nov. 2018            | 1. Mai 2020                               | Mark Tonderai     | Hollie Overton                        |
| Jordan ist nach Beths Beerdigung in tiefer Trauer und hat das Gefühl, die Polizei tue nicht genug, die Täter zu finden und zu bestrafen. Mitch und Eddie suchen Sam auf, um ihre Anteile des Geldes zu verlangen, aber werden von ihm bedroht. Jordan schleicht sich in Eddies Haus und richtet dessen Pistole auf ihn, während er schläft, aber schafft es nicht, abzudrücken. Hannah ruft mit Simmons’ Handy den letzten Kontakt an und erreicht Sam. Sie wirft das Handy weg, aber benutzt Simmons Schlüsselkarte zu einem Lager, wo sie eine Tasche mit 2 Millionen Dollar findet. Sie will mit dem Geld gemeinsam mit Gabe abhauen. Dieser findet zuhause Billy ermordet vor und alarmiert Hannah, die wiederum bei sich von einem Mann bedroht wird, der das Geld verlangt, und ihn tötet. Kayla muss bei ihrer Großmutter, einer ehemaligen Tänzerin, in einem Kostümladen arbeiten, wo Ethan sie aufsucht, der durch Laney von ihrer Beziehung mit Nick weiß. Als die drei Schüler sich auf dem Schulflur streiten, kommt Kaylas und Nicks Geheimnis fast ans Licht. Weil er sich ziemliche Sorgen macht, besucht Kayla Nick zuhause, wo sie schließlich wieder Sex haben. |           |                 |                       |                          |                                           |                   |                                       |
| 4 | 4         | Kapitel 4       | Chapter 4: Rage       | 21. Nov. 2018            | 1. Mai 2020                               | Mark Tonderai     | Kim Clements                          |
| Jordan bringt Detective Garcia Eddies Schweinemaske, aber diese weist ihn damit zurecht, dass er durch seine Einmischung die Ermittlungen gefährdet. Er sucht im Nachtclub Eddies Freundin auf, die ihm sagen soll, wer Beth getötet hat. In der Gasse hinter dem Club prügelt Eddie auf Jordan ein und lässt ihn blutend am Boden zurück, worauf er eine Vision von Beth sieht. Als Hannah und Gabe ihren Aufbruch planen, lehnt sie ab, nach Virginia zu ihrem Stiefvater zu fahren. Sie fahren im Auto Richtung North Carolina los, aber während Hannah schläft, ist Gabe heimlich doch nach Virginia zum Haus ihrer Mutter und ihres Stiefvaters gefahren. Ethan nimmt Kayla mit zu einem Rage Room, wo Nick sie überrascht und ihr von Ethans Vorstrafen erzählt. Als Ethan Kayla abends nach Hause bringt, kommt er mit hinein und belästigt sie sexuell, worauf ihre Großmutter ihn rausschmeißt. Er schickt daraufhin Nick eine Nachricht mit einem Foto von einem Kuss zwischen Kayla und Nick. |           |                 |                       |                          |                                           |                   |                                       |
| 5 | 5         | Kapitel 5       | Chapter 5: Madness    | 28. Nov. 2018            | 1. Mai 2020                               | Sulvan Naim       | Heather Zuhlke                        |
| Jordan hat Visionen von Beth, die ihm sagt, Rache wäre nicht der richtige Weg, sie zu ehren, aber er hört nicht auf sie. Von Eddies Wohnwagen aus folgt er Mitch nach Hause und zeigt sich vor dessen Fenster. Als Mitch wieder zu Eddie fährt und ihm davon berichtet, wirft Jordan einen Schweinekopf durchs Fenster. In der Schnauze steckt ein Handy, von dem aus er den Namen des dritten Mannes verlangt. Richard, der neue Mann ihrer Mutter, hat Gabe und Hannah einen Flug nach Puerto Rico besorgt. Hannah kann ihrer Mutter nicht vergeben, dass diese ihren Vater verlassen hat, und ruiniert eine Cocktailparty. Nick fesselt Ethan in dessen Haus, löscht das Foto auf seinen Geräten und bringt ihn dann um. Kayla glaubt, dass ihr Vater und Katrina, die Managerin des Hotels, ein Paar sind und wirft ihm vor, ihre Mutter betrogen zu haben, was zu dem Unfall geführt habe, der sie getötet hat. Sie kreuzt bei Nick auf, während er Ethans Sachen bei sich versteckt und noch das Blut von seinem Körper duschen muss. |           |                 |                       |                          |                                           |                   |                                       |
| 6 | 6         | Kapitel 6       | Chapter 6: Guilt      | 5. Dez. 2018             | 1. Mai 2020                               | Jeff T. Thomas    | Nary Leah Sutton                      |
| Mitch gibt Eddie 4.000 Dollar, damit dieser und Carla die Stadt verlassen können, und alarmiert Sam Jordans wegen. Dieser erscheint vor Mitchs Haus in einer Wolfsmaske und ängstigt dessen Frau Shelley. Vor Eddies Haus macht er ihm mit einem Anruf solche Angst, dass der losschießt, als jemand an der Tür ist, doch damit hat er Carla tödlich getroffen. Als Jordan sich darauf zeigt und beide Männer sich mit Pistolen gegenüberstehen, erschießt Eddie stattdessen sich selbst. Als Polizisten bei Madeline auftauchen und Billys wegen nach Gabe fragen, übergibt sie ihre Kinder an die Polizisten. Während der Autofahrt erkennen Hannah und Gabe, dass es keine echten Polizisten sind, sondern diese hinter dem Geld von Simmons her sind. Hannah greift den Fahrer an, worauf das Auto sich überschlägt. Bei einem Tag im Park sagt Nick Kayla, dass er sie liebt, worauf sie der Situation entflieht. Nach einem Gespräch mit ihrer Großmutter macht sie mit Nick Schluss. Der reagiert darauf, indem er sich selbst verletzt. Dann sucht er Kaylas Vater bei der Arbeit an der Restaurantbar auf. |           |                 |                       |                          |                                           |                   |                                       |
| 7 | 7         | Kapitel 7       | Chapter 7: Betrayal   | 12. Dez. 2018            | 1. Mai 2020                               | Millicent Shelton | Andrea Thornton Bolden                |
| Jordan beginnt, Eddie zu sehen, der ihm sagt, er habe nicht das Zeug, zu morden, also will er sich als Nächstes Mitch vornehmen. Er entführt dessen Frau Shelley und verlangt im Austausch den Namen des dritten Mannes. Als alle vier am Treffpunkt erscheinen, hält Jordan Shelley eine Pistole an den Kopf und Sam fordert, dass er abdrückt. Als Jordan es nicht tut, erschießt Sam Shelley und dann Mitch, während Jordan flieht. Hannah und Gabe fliehen mit dem Geld im Wald vor einem der Polizisten, verlieren sich dabei aber aus den Augen. Gabe erreicht eine Raststätte, wo ihn eine zunächst scheinbar hilfsbereite Frau betäubt und entführt. Als Hannah dort ankommt, wird sie auf der Toilette von dem Polizisten angegriffen und tötet ihn. Nachdem Kayla Nick zurechtweist, weil er ihren Vater getroffen hat, beschließt sie mit Laney, über ihn nachzuforschen, wobei sie rausfinden, dass er den Namen seines Bruders angenommen hat und eigentlich Joshua heißt. Kaylas Vater Tim und Katrina küssen sich. Während Laney ihn beschattet, bricht Kayla bei Joshua ein und findet in seiner Wohnung ein Bild, das ihre Mutter gemalt hat. |           |                 |                       |                          |                                           |                   |                                       |
| 8 | 8         | Kapitel 8       | Chapter 8: Truth      | 19. Dez. 2018            | 1. Mai 2020                               | John Stuart Scott | Steve Stringer                        |
| Garcia befragt Jordan wegen Eddie und Mitch, als Detective Sam Reynolds in den Raum kommt und ihn laufen lässt. Später taucht Sam in Jordans Wohnung auf und schlägt einen Waffenstillstand vor; er könne Jordan nicht umbringen, weil er niemanden hat, dem er die Tat anhängen könnte. Gabe wird in einem Keller festgehalten und mit einem heißen Bügeleisen gequält. Hannah, die zu Terry zurückgekehrt ist, willigt ein, das Geld gegen ihren Bruder zu übergeben. Als Gabe aus dem Keller fliehen kann, kommt er in der Hotelküche raus und läuft Katrina in die Arme, muss aber feststellen, dass sie zu den Entführern gehört. Als Kayla wegen des Bildes fragt, gesteht Joshua am Telefon, dass er ihre Mutter geliebt hat. Im Restaurant erfährt sie von ihrem Vater, dass es ihre Mutter war, die die Affäre hatte. Katrina geht dazwischen, als Joshua Kayla festhält. In der Nacht ist er in ihrem Zimmer und schleicht sich raus, als ihr Vater heimkommt. Rückblicke zeigen, wie ihre Mutter versuchte, mit Joshua Schluss zu machen, was er nicht akzeptierte. Sie floh in ihrem Auto und wurde von ihm verfolgt, wodurch sie einen Unfall verursachte. Statt ihr zu helfen, tötete Joshua sie. |           |                 |                       |                          |                                           |                   |                                       |
| 9 | 9         | Kapitel 9       | Chapter 9: Deception  | 26. Dez. 2018            | 1. Mai 2020                               | Adam Davidson     | Heather Zuhlke                        |
| Jordan will als „Mr. Wolf“ Sams Sohn entführen, aber erkennt, dass er damit zu weit geht, und lässt ihn laufen. Zuhause spricht er mit Tim über seinen Fehler. Er berichtet Garcia von allem, die bereits vermutet hat, dass Sam korrupt geworden ist, und verspricht, am nächsten Tag gegen ihn vorzugehen. Sie wird am Abend von einem Kollegen, der mit Sam gemeinsame Sache macht, umgebracht. Jordan nimmt sich ein Zimmer im Hotel. Katrina und Esther planen die Übergabe, nach der Hannah und Gabe sterben sollen, während Hannah und Terry sich mit Waffen vorbereiten. Am Übergabetreffpunkt erscheinen nur Handlanger von Katrina. Hannah und Terry töten alle bis auf einen von ihnen, den Hannah zum Hotel verfolgt. Dort ruft sie Katrina an und droht ihr. Joshua schreibt Laney mit Ethans Handy und lockt sie so zu sich, damit sie Kayla herbeiruft. Als Kayla kommt, sperrt er das Gebäude ab. Sie greift ihn an und kann vor ihm fliehen, wobei sie Laneys Leiche im Gebäude findet. Sie lässt die Polizei rufen und erzählt Sam alles über Joshua. Der besorgt sich im Kostümgeschäft eine Gesichtsverkleidung und schlägt Kaylas Großmutter nieder, die er in einen Koffer steckt. Mit diesem checkt er im Hotel ein. |           |                 |                       |                          |                                           |                   |                                       |
| 10 | 10        | Kapitel 10      | Chapter 10: Deception | 2. Jan. 2019             | 1. Mai 2020                               | Craig Zisk        | Kevin Williamson & Mary Leah Sutton   |
| Nachdem Jordan im Fernsehen von Garcias Ermordung erfährt, bricht er in Sams Haus ein und stiehlt vor dessen Frau die Diamanten. Im Hotel erzählt er Olsen, Sam habe Garcia umgebracht und dass er die Diamanten hat. Olsen ruft Sam her, der, als Jordan Olsen die Diamanten zeigen will, dazutritt. Jordan bringt Sam dazu, Olsen zu erschießen, und flieht mit den Diamanten aus dem Zimmer, wird aber von Sam verfolgt. Als Jordan seine Pistole auf Sam richtet, wird er von Beth davon abgehalten, sodass stattdessen Sam ihn erschießen kann. Sam nimmt die Diamanten und läuft auf die Straße, wo er von einem Auto getroffen wird. Als Tote sind Jordan und Beth wieder vereint. Esther soll sich mit Sam wegen des Geldes treffen, erscheint aber nicht, weil Hannah sie festhält. Im Hotel verlangt sie Gabe von Katrina, die sie aber betäubt und zu ihm in den Keller steckt. Dort kann sie Katrinas Handlanger überwältigen, der von Gabe getötet wird. In der Küche kämpfen sie gegen Katrina und töten sie. Hannah und Gabe graben das Geld wieder aus und genießen ihren neuen Reichtum. Während Kayla und ihr Vater in Sorge um ihre Großmutter sind, kontaktiert Joshua Kayla und beordert sie ins Hotel, wo er Colleen gefangen hält. Kayla will sich für sie eintauschen und verspricht, mit ihm zu gehen. Nachdem sie Colleen ans Bett binden, setzt Joshua das Zimmer in Brand. Kaylas Vater findet sie rechtzeitig und kann sie retten. Zuhause wird Kayla in der Nacht von Joshua überrascht und stößt ihn die Treppe herunter, wodurch er stirbt. |           |                 |                       |                          |                                           |                   |                                       |

### Staffel 2
| Nr. (ges.) | Nr. (St.) | Deutscher Titel | Originaltitel   | Erstveröffentlichung USA | Deutschsprachige Erstveröffentlichung (D) | Regie             | Drehbuch                            |
| --- | --------- | --------------- | --------------- | ------------------------ | ----------------------------------------- | ----------------- | ----------------------------------- |
| 11 | 1         | Kapitel 1       | The Curse       | 5. Dez. 2019             | 1. Sep. 2020                              | Jeff T. Thomas    | Kevin Williamson & Mary Leah Sutton |
| Anwältin Maddie zahlt die Kaution für ihren Bruder Jackson, damit die Familie für die Releaseparty von Ashleys erstem Album zusammenkommen kann. Vor dem Auftritt feuert ihre Mutter Rebecca Jackson. Die Party ist ein Erfolg, doch als Ashley sie in ihrem Auto verlassen will, fängt es an zu brennen. Sie kann gerade noch herausgezogen werden, bevor eine Bombe losgeht. Drei Monate später wird sie aus dem Krankenhaus entlassen. Sie ist mit Brandnarben entstellt, aber trägt im Gesicht eine Maske und Bedeckungen an anderen Körperstellen. Ihr wird der ehemalige Polizist Beau als Personenschützer zur Seite gestellt. Als er sie beobachtet, wie sie ein Lied einübt und ihre Stimme ausprobiert, schmeißt sie ihn raus. Ashleys Fan Kyle verbrennt sich mit Kerzen, um wie sie zu sein, während er ihr Lied singt. Jackson begegnet in der Bar, in der er auftritt, nachdem er gefeuert wurde, Simone Garland und zeigt Interesse an ihr, aber er ist zu betrunken, sodass sie ihn nach Hause bringt und verlässt, wobei sie ihr Armband zurücklässt. Maddie war glücklich mit ihrem Verlobten Tucker Reed, aber fühlt mittlerweile eine Entfremdung seinerseits. Der Autor hat Probleme mit dem Schlafen und dem Schreiben. Er ist besessen von Olivia Moon, bei der er einbricht und sich in ihr Bett legt. |           |                 |                 |                          |                                           |                   |                                     |
| 12 | 2         | Kapitel 2       | Writer's Block  | 12. Dez. 2019            | 1. Sep. 2020                              | Solvan Naim       | Steve Stringer                      |
| Ashleys neue Single wird nach der Veröffentlichung sofort zum Hit, aber sie fühlt sich nicht bereit, zur Promotion Fernsehauftritte zu geben, und ist daher sauer auf ihre Mutter und ihren Manager. Nach einem Spaziergang mit Beau entscheidet sie sich, über Telefon ein Radio-Interview zu geben. Eine persönliche Frage überfordert sie emotional, sodass sie das Interview nicht zu Ende führen kann. Kyle nähert sich ihrer Assistentin Susie mit romantischen Avancen. Simone kehrt nach zehn Jahren zur Bestattung ihres Vaters nach Hause zurück. Ihre Stiefmutter Veronica beschuldigt sie, nur des Geldes wegen zurückgekommen zu sein. Simones Patentante Cora äußert ihr gegenüber den Verdacht, dass Veronica ihren Vater umgebracht hat. Jackson sucht Simone auf, um ihr das Armband zurückzubringen, und sie haben Sex. Maddie zweifelt, ob sie Tucker immer noch heiraten möchte. Er spioniert Olivia hinterher und möchte sie als Inspiration für ein Buch. Er entführt ihre Katze als Vorwand, um sich ihr nähern zu können, und betäubt Olivia, die er in ein schalldichtes Verlies in seinem Keller einsperrt. |           |                 |                 |                          |                                           |                   |                                     |
| 13 | 3         | Kapitel 3       | Family Business | 19. Dez. 2019            | 1. Sep. 2020                              | Anne Hamilton     | Sylvia L. Jones                     |
| Ashley erhält von Kyle anonym ein Paket mit einer Nachricht und erfährt, dass ihr Drohbriefe geschickt wurden. Kyle spioniert ihr und Beau nach und geht auf ein Date mit Susie, bei dem sie ihm erzählt, dass sie für Ashley arbeitet. Ashley fährt mit Beau weg zu dem Mann, der sie gerettet hat, und bedankt sich öffentlich bei ihm. Als Simone bei der Testamentsverlesung erfährt, dass ihr Vater ihr nichts hinterlassen hat, beschuldigt sie Veronica, ihn umgebracht zu haben, und will das Testament anfechten. Veronicas Söhne versuchen, Simone auszuzahlen, aber sie lehnt ab und besucht Jackson. Nachdem Olivia erwacht ist und um Hilfe schreit, erklärt Tucker ihr, dass er dafür gesorgt hat, dass niemand sie vermissen wird. Er sagt, sie sei sicher, solange sie die eine Regel, keine Flucht zu versuchen, befolgt. Während Tucker Maddie auf eine Businessparty begleitet, auf der sie Sex haben, versucht Olivia trotzdem zu entkommen, aber Tucker kommt rechtzeitig zurück. Er zieht sie nach draußen zu seinen Rosengärten, unter denen er bereits zwei junge Frauen begraben hat, und droht ihr damit, dass sie auch so enden könnte. |           |                 |                 |                          |                                           |                   |                                     |
| 14 | 4         | Kapitel 4       | Number One Fan  | 26. Dez. 2019            | 1. Sep. 2020                              | David Grossman    | Hollie Overton                      |
| Beaus Vater missbilligt die Annäherungen zwischen seinem Sohn und Ashley. Kyle stiehlt Susies Auto und gelangt damit zu Ashleys Haus. Er fesselt Susie und überrascht Ashley, beteuert aber, dass er ihr nichts tun wird. Sie wehrt sich und läuft vor ihm weg, bis Beau dazukommt und ihn erschießt. Beau und Ashley küssen sich. Simone hat den Plan, ein Originalexemplar des Testaments ihres Vaters zu finden, und bricht dafür mit Jackson in seinem Büro ein, wobei sie ertappt werden. Veronica erzählt Jackson, dass Simone wegen Betrugs im Gefängnis war. Auf dem Laptop ihres Vaters finden Simone und Jackson Fotos von Veronica mit einem anderen Mann. Tucker erklärt Olivia, dass er sie zum Schreiben braucht, und sie ihn auch brauche. Er bringt sie dazu, von ihrem verstorbenen Ex-Freund Luke zu erzählen. Bei einem Essen mit Tuckers Eltern lassen sie den Namen Anna fallen, von der Maddie noch nicht gehört hatte. Tucker betäubt Olivia, um sich neben ihr schlafen zu legen. Als Maddie nach Hause kommt, erklärt er ihr, dass Anna seine Schwester war, die als Kind bei einem Unfall am See vor dem Haus starb. |           |                 |                 |                          |                                           |                   |                                     |
| 15 | 5         | Kapitel 5       | New Pages       | 2. Jan. 2020             | 1. Sep. 2020                              | Jeff T. Thomas    | Treena Hancock & Melissa R. Byer    |
| Ashley glaubt, dass Kyle nicht verantwortlich für die Autobombe war, und Beau soll für sie den wahren Täter suchen, wird aber von Ken und Rebecca wegen unprofessionellen Verhaltens gefeuert. Er findet auf einer Videoaufnahme von Kyle den wahren Bombenleger: Dylan Young. Als er den mit seinem Vater aufsucht, wird Ken angeschossen. Simone und Jackson erscheinen elegant gekleidet auf Veronicas Spendengala, um deren Affäre aufzudecken. Nachdem sie Veronica konfrontiert, greift einer ihrer Stiefbrüder Simone an, worauf Jackson sich mit ihm prügelt. Kurz darauf ist Simone verschwunden und Jackson findet nur ihren Schuh auf der Treppe. Maddie findet einen Hinweis auf Olivia, von der Tucker behauptet, sie sei eine Arbeitsassistentin, aber gegenüber Brendan äußert sie den Verdacht, Tucker habe eine Affäre. Tucker nennt Olivia Anna, die darauf glaubt, sie soll seine Schwester ersetzen. Während eines Treffens zwischen Tucker und Brendan, bei dem dieser den Verdacht der Affäre äußert, sieht Tucker auf einer Live-Videoaufnahme, wie Olivia sich scheinbar erhängt. Auf dem Rückweg wird er von Brendan verfolgt. Mit dessen Hilfe kann Olivia entkommen, als sie Tucker angreift, aber dafür nimmt er Brendan gefangen. |           |                 |                 |                          |                                           |                   |                                     |
| 16 | 6         | Kapitel 6       | Lost and Found  | 9. Jan. 2020             | 1. Sep. 2020                              | Millicent Shelton | Mark Hudis                          |
| Beau wird durch Detective Roberts von dem Fall abgezogen. Als er privat Dylan Young aufspürt, erfährt er von ihm, dass dieser von jemandem angeheuert worden war, die Bombe in Ashleys Auto zu platzieren, aber ohne dass er den Namen des Auftraggebers genannt hat, wird Young von Roberts erschossen, bevor er Beau erschossen hätte. Jackson sucht Simone bei Veronicas Familie und erhält Hilfe von ihrem Stiefbruder Derek, der dafür von seinem Bruder Ron bedroht wird. Dieser hat Simone in einem Lagerhaus des Familienunternehmens gesperrt, um sie jemandem aus North Carolina zu übergeben, dem sie Geld schuldet. Als dieser Mann kommt und sie bedroht, taucht Jackson auf und rettet sie. Zuhause findet Simone Cora ermordet vor. Tucker jagt im Wald Olivia hinterher, die sich dabei verletzt, und kehrt zurück, als er sie nicht finden kann. Im Verlies tötet er Brendan. Später taucht Olivia dort wieder auf und schlägt ihn mit einem Gegenstand an den Kopf nieder. Rückblenden zeigen, dass sie so auch ihren Freund Luke, als dieser handgreiflich geworden war, getötet hat. Sie kettet Tucker so an, wie er es bei ihr getan hatte. |           |                 |                 |                          |                                           |                   |                                     |
| 17 | 7         | Kapitel 7       | Thorns and All  | 16. Jan. 2020            | 1. Sep. 2020                              | Jeff T. Thomas    | Mary Leah Sutton                    |
| Ein Foto von Ashley und Beau verbreitet sich im Internet. Ashley erfährt von ihrer Ärztin, dass die Heilung gut verläuft und sie bald wieder singen kann. Durch beleidigende Kommentare ist sie aber unsicher, ob eine Karriere noch möglich ist, wo sie nicht mehr schön ist, aber ihre Mutter ermutigt sie, dass es auf Talent und ihre Musik ankommt. In der Nacht fährt sie zu Beau nach Hause In Verzweiflung wegen Coras Todes verlässt Simone Jackson, der daraufhin wieder anfängt zu trinken. Simone wird von Detective Roberts befragt, bis Maddie erscheint, die von Veronica angeheuert wurde, Simone zu vertreten. Sie bietet Simone an, bei ihr und ihren Söhnen zu leben und eine Familie zu bilden. Jackson kreuzt nachts betrunken bei Ashley und Rebecca auf. Als er wieder wegfahren will, stellt seine Mutter sich in den Weg, um zu verhindern, dass er betrunken fährt, denn so war sein Vater umgekommen. Tucker hat Visionen von Anna und erwacht aus seiner Betäubung. Olivia warnt ihn, nicht zu fliehen. Nachdem sie ihn verletzt, nennt Tucker sie verrückt und erkennt, dass sie Luke getötet hat, aber sagt ihr, sie sei keine Mörderin, weil es Selbstverteidigung war. Bei sich zuhause erzählt sie ihrem Vater über Telefon, sie habe jemanden kennengelernt. Als Maddie bei Tucker vorbeikommen will, zwingt Olivia ihn, mit ihr Schluss zu machen, indem er sagt, sie habe Recht gehabt mit der Affäre. Tucker meint, Olivia mache das alles, weil sie krank ist, während das Gleiche für ihn ein Bewältigungsmechanismus nach dem Tod seiner Schwester war, worauf sie ihm sagt, dass sie noch andere getötet hat. Später beobachtet und folgt sie Maddie. |           |                 |                 |                          |                                           |                   |                                     |
| 18 | 8         | Kapitel 8       | Sweet Dreams    | 23. Jan. 2020            | 1. Sep. 2020                              | Kevin Tanchareon  | Brian Millikin                      |
| Inspiriert durch die Geschichte eines Fans, will Ashley wieder auftreten, aber ihre Mutter hält sie nicht für bereit und Beau es nicht für sicher. Obwohl sie eine Drohnachricht in einem Paket mit zwei toten Liebesvögeln erhält, plant sie mit Damien ihr Comeback. Detective Roberts warnt Beau, dass die Botschaft bedeutet, dass auch er in Gefahr ist. Beau wird von einem Auto angefahren; die Fahrerin ist von den Pruitts besessen und hat über alle Mitglieder Recherchen angestellt. Nachdem Rebecca sich Sorgen um Jackson macht, findet Maddie ihn betrunken in seiner Wohnung und spricht mit ihm über Simone. Später geht er zu seinem ersten Treffen der Anonymen Alkoholiker. Veronica erhält Besuch von Clay Callaway, dem Anwalt von Simones Vater, mit dem sie die Affäre gehabt haben soll. Simone arrangiert ein Treffen mit ihm und konfrontiert ihn in seinem Büro mit ihren Verdächtigungen. Als sie das Gebäude verlässt, fällt Callaway vom Dach. Olivia bedroht gegenüber Tucker Maddie, damit er kooperiert, und betäubt ihn. In seinen Albträumen durchlebt er erneut die Zeit nach Annas Tod. Olivia sucht unter dem Namen Rachel Maddie in ihrem Büro auf und geht mit ihr essen, wo sie sie dazu bringt, über Tucker zu reden. Maddie wird von Brendans Frau über dessen Verschwinden alarmiert und darauf aufmerksam gemacht, dass er zuletzt mit Tucker Kontakt hatte. In dessen Haus trifft sie auf „Rachel“, die ihr enthüllt, dass sie Olivia ist. Sie werde Maddie sagen, wo Tucker ist, aber zunächst müsse sie erfahren, wer er ist. |           |                 |                 |                          |                                           |                   |                                     |
| 19 | 9         | Kapitel 9       | Favorite Son    | 30. Jan. 2020            | 1. Sep. 2020                              | Jeff T. Thomas    | Treena Hancock & Melissa R. Byer    |
| Ashley gibt ein Interview mit Reportern, um ihren Auftritt und ein neues Lied zu promoten. Taylor, die Beau umgefahren hat, schiebt das Auto und die Beweise einem Freund von Dylan Young unter, sodass Beau und Ashley, als dieser gefunden und verhaftet wird, glauben, die Gefahr sei vorüber. Jackson freundet sich bei den Anonymen Alkoholikern mit Donna an, einer Bekannten seines Vaters. Roberts befragt Callaways wegen Veronica, die Simone beschuldigt. Weil Derek Ron verdächtigt, Cora ermordet zu haben, sucht Simone in dessen Zimmer nach Beweisen. Bei einem Streit zwischen den Brüdern enthüllt Derek, dass er Simones Vater getötet hat, und erschießt Ron. Nachdem Olivia Maddie erzählt, was Tucker getan hat, stößt sie sie die Treppe herunter und kettet sie ebenfalls an. Sie hält eine Therapiesitzung mit den beiden ab, in der Tucker erzählen muss, was mit Brendan passiert ist. Maddie erkennt, dass seine Probleme und Taten vom Tode seiner Schwester herrühren, und erfährt, dass er das Gleiche bereits mit zwei anderen Frauen getan hat. Indem sie Tucker den Daumen bricht, kann er seine Fessel abstreifen und ihre aufbrechen. |           |                 |                 |                          |                                           |                   |                                     |
| 20 | 10        | Kapitel 10      | Ever After      | 6. Feb. 2020             | 1. Sep. 2020                              | Jeff T. Thomas    | Mark Hudis & Michael Peterson       |
| Als Donna, Taylors Mutter, diese aufhalten will, führt der Streit dazu, dass Taylor versehentlich Donna tötet. Taylor begibt sich unter das Publikum für Ashleys Auftritt und versucht, nachdem dieser vorbei ist, Ashley und Rebecca mit vorgehaltener Pistole zu entführen, wobei sie offenbart, dass sie eine Halbschwester der Pruitts aus einer Affäre deren Vaters ist. Beau kann rechtzeitig dazukommen und Taylor erschießen, wird aber auch selbst getroffen. Durch einen Fehler Dereks erkennt Simone, dass dieser seine Taten Ron anhängen wollte. Nachdem sie zu Jackson gegangen ist und ihren Verdacht geteilt hat, entführt Derek ihn. Simone weiht auch Veronica ein, die ihr die Enthüllungen über ihren Sohn zunächst nicht glaubt. Dennoch folgt sie Simone zum Treffpunkt, wo sie schließlich die Polizei ruft und ihren Sohn ausliefert. Zur Versöhnung kündigt sie Simone an, ihr die Geschäfte zu überlassen. Während Olivia Benzin verschüttet und den Keller in Brand setzt, kann Maddie das Gitter vom Fenster lösen und nach draußen klettern, wo Olivia sie aber abfängt. Bei einem Kampf am See stürzen beide Frauen hinein. Maddie kann wieder auftauchen, doch Olivia zieht auch Tucker hinein, der sie unter Wasser scheinbar ertränkt und von Maddie wieder hochgeholt wird. Er überlebt im Krankenhaus, aber wacht aufgrund eines Gehirnschadens nicht mehr auf, sondern ist in einem sich wiederholenden Traum über seine tote Schwester gefangen. Maddie findet im Krankenzimmer Rosen, die Olivia gebracht hat. |           |                 |                 |                          |                                           |                   |                                     |

## Besetzung und Synchronisation
Als Anthologie-Serie hat Tell Me a Story in jeder Staffel einen wechselnden Cast. Nur Danielle Campbell und Paul Wesley kehrten in der zweiten Staffel in anderen Rollen zurück.

### Staffel 1
| Rolle                | Beschreibung                  | Märchen-Äquivalent | Märchen-Äquivalent           | Darsteller            | Synchronsprecher           |
| -------------------- | ----------------------------- | ------------------ | ---------------------------- | --------------------- | -------------------------- |
| Jordan Evans         | rachsüchtiger Witwer          | Wolf               | Die drei kleinen Schweinchen | James Wolk            | Florian Hoffmann           |
| Sam Reynolds         | krimineller Polizist          | Schweine           | Die drei kleinen Schweinchen | Dorian Missick        | Johann Fohl                |
| Mitch Longo          | Eddies älterer Bruder         | Schweine           | Die drei kleinen Schweinchen | Michael Raymond-James | Dennis Schmidt-Foß         |
| Eddie Longo          | verschuldeter Barkeeper       | Schweine           | Die drei kleinen Schweinchen | Paul Wesley           | Tommy Morgenstern          |
| Beth Miller          | Jordans tote Verlobte         |                    |                              | Spencer Grammer       | Ilona Brokowski            |
| Carla                | Eddies Freundin               |                    |                              | Justine Cotsonas      | Patrizia Carlucci          |
| Shelley              | Mitchs Ehefrau                |                    |                              | Tonya Glanz           | Sandrine Mittelstädt       |
| Marianna Reynolds    | Sams Ehefrau                  |                    |                              | Simone Missick        | Tina Haseney               |
| Renee Garcia         | Polizistin                    |                    |                              | Zabryna Guevara       | Daniela Thuar              |
| Gabe Perez           | drogenabhängiger Go-go-Tänzer | Hänsel             | Hänsel und Gretel            | Davi Santos           | Karim El Kammouchi         |
| Hannah Perez         | Veteranin                     | Gretel             | Hänsel und Gretel            | Dania Ramirez         | Carolina Vera              |
| Madeline Winston     | Gabes und Hannahs Mutter      | Eltern             | Hänsel und Gretel            | Polly Draper          | Juana-Maria von Jascheroff |
| Richard Winston      | Madelines Mann                | Eltern             | Hänsel und Gretel            | David Andrews         | Frank Röth                 |
| Katrina Thorne       | Hotelmanagerin                | Hexe               | Hänsel und Gretel            | Becki Newton          | Laura Preiss               |
| Billy                | Gabes Freund                  |                    |                              | Luke Guldan           | Jeremias Koschorz          |
| Terry Mitchell       | Hannahs Freund                |                    |                              | Kurt Yaeger           | Robert Glatzeder           |
| Esther Thorne        | Katrinas Mutter               |                    |                              | Debra Monk            | Karin David                |
| Nick/Joshua Sullivan | Vertretungslehrer             | Wolf               | Rotkäppchen                  | Billy Magnussen       | Amadeus Strobl             |
| Kayla Powell         | Nicks Affäre                  | Rotkäppchen        | Rotkäppchen                  | Danielle Campbell     | Friedel Morgenstern        |
| Tim Powell           | Kaylas Vater                  | Mutter/Jäger       | Rotkäppchen                  | Sam Jaeger            | Peter Lontzek              |
| Colleen Powell       | Kaylas Großmutter             | Großmutter         | Rotkäppchen                  | Kim Cattrall          | Katarina Tomaschewsky      |
| Laney Reed           | Kaylas Freundin               |                    |                              | Paulina Singer        | Lea Kalbhenn               |
| Ethan Davies         | Laneys Freund                 |                    |                              | Rarmian Newton        | Sebastian Kluckert         |

### Staffel 2
| Rolle              | Beschreibung                | Märchen-Äquivalent   | Märchen-Äquivalent       | Darsteller         | Synchronisation      |
| ------------------ | --------------------------- | -------------------- | ------------------------ | ------------------ | -------------------- |
| Rebecca Pruitt     | Matriarchin der Familie     | König                | Die Schöne und das Biest | Carrie-Anne Moss   | Martina Treger       |
| Ashley Rose Pruitt | entstellte Country-Sängerin | Biest                | Die Schöne und das Biest | Natalie Alyn Lind  | Laura Elßel          |
| Beau Morris        | Ashleys Personenschützer    | die Schöne           | Die Schöne und das Biest | Eka Darville       | Tobias Schmidt       |
| Ken Morris         | Beaus Vater                 | Kaufmann             | Die Schöne und das Biest | Evan Parke         | Oliver Siebeck       |
| Susie              | Ashleys Assistentin         |                      |                          | Kathryn Prescott   | Josefin Hagen        |
| Damien Hewett      | Ashleys Manager             |                      |                          | Phillip Rhys       | Matthias Deutelmoser |
| Kyle Verafield     | obsessiver Fan              |                      |                          | Casey Thomas Brown | Tim Schwarzmaier     |
| Taylor Conroy      | Halbschwester der Pruitts   |                      |                          | Audrey Corsa       | Maximiliane Häcke    |
| Gwen Roberts       | Polizistin                  |                      |                          | Felisha Terrell    | Tanya Kahana         |
| Jackson Pruitt     | schwarzes Schaf der Familie | Prinz                | Aschenputtel             | Matt Lauria        | Ozan Ünal            |
| Simone Garland     | Jacksons neue Freundin      | Aschenputtel         | Aschenputtel             | Ashley Madekwe     | Ann Vielhaben        |
| Veronica Garland   | Simones Stiefmutter         | Stiefmutter          | Aschenputtel             | Garcelle Beauvais  | Marion Musiol        |
| Ron Garland        | Veronicas Söhne             | Stiefschwestern      | Aschenputtel             | Caleb Castille     | Leonard Hohm         |
| Derek Garland      | Veronicas Söhne             | Stiefschwestern      | Aschenputtel             | Christopher Meyer  | Bastian Sierich      |
| Cora               | Simones Patentante          | gute Fee             | Aschenputtel             | Julia Campbell     | Susanne von Medvey   |
| Donna Kading       | Jacksons Bekannte bei AA    |                      |                          | Karina Logue       | Alexandra Wilcke     |
| Maddie Pruitt      | Anwältin                    | Prinz                | Dornröschen              | Odette Annable     | Sarah Riedel         |
| Tucker Reed        | Autor, Maddies Verlobter    | böse Fee/Dornröschen | Dornröschen              | Paul Wesley        | Tommy Morgenstern    |
| Olivia Moon        | Tuckers Gefangene           | Dornröschen/böse Fee | Dornröschen              | Danielle Campbell  | Friedel Morgenstern  |
| Brendan            | Maddies Kollege             |                      |                          | Harry Shum Jr.     | Michael Ernst        |

## Musik
In der zweiten Staffel singt Natalie Alyn Lind als Ashley Rose Ausschnitte von drei Liedern, die für die Serie geschrieben wurden. Am 6. Februar 2020 wurde über das Label von Kapital Entertainment der Soundtrack der Staffel mit vollständigen Versionen der drei Lieder, gesungen von Lind, digital veröffentlicht.
| Nr.          | Titel                            | Autor(en)                                            | Ausschnitt zu hören in | Länge |
| ------------ | -------------------------------- | ---------------------------------------------------- | ---------------------- | ----- |
| 1.           | Wash You Away                    | Micah Kuiper, Cindy Morgan und Raquel Warchol        | Episode 2.01           | 2:52  |
| 2.           | Nobody Knows                     | Roger Campbell, Kirsten Arian Curry und Angela Lauer | Episode 2.01           | 2:59  |
| 3.           | I’m Not the Same as I Used to Be | Alexa Lusader                                        | Episode 2.10           | 3:00  |
| Gesamtlänge: | Gesamtlänge:                     | Gesamtlänge:                                         | Gesamtlänge:           | 09:00 |

## Promotion und Veröffentlichung
Am 30. November 2017 wurde vermeldet, dass CBS All Access sich im Rennen mit anderen Streaming-Plattformen die Rechte an dem Projekt von Kevin Williamson gesichert und eine Serie bestellt hat, die auf der spanischen Fernsehserie Cuéntame un cuento basiert. Damals hieß es noch, die erste Staffel werde neben Die drei kleinen Schweinchen und Rotkäppchen noch Hans und die Bohnenranke umsetzen werde. Die von Williamson geschriebene Serie wurde von Aaron Kaplans Firma Kapital Entertainment produziert. Im Mai 2018, als Billy Magnussen als Hauptdarsteller und Liz Friedlander als Regisseurin der ersten Episoden verkündet wurden, wurde erstmals bekannt, dass das dritte adaptierte Märchen Hänsel und Gretel ist. Auf der San Diego Comic-Con International am 19. Juli, bei der Williamson und Hauptdarsteller Paul Wesley und James Wolk erschienen, wurde ein erster „Sneak Peek“ mit Material gezeigt. Am 6. August wurde bei der Pressetour der Television Critics Association mit einem neuen Trailer Halloween als Startdatum bekanntgegeben. Ein weiterer Trailer wurde am 5. Oktober auf der New York Comic Con gezeigt. Am 23. Oktober feierte die Serie ihre Premiere im Metrograph-Theatre in New York City. Die Staffel wurde ab dem 31. Oktober 2018 auf CBS All Access veröffentlicht.
Am 17. Dezember 2018 wurde die Serie um eine zweite Staffel verlängert. Am 12. Juni 2019 wurde neben der Rückkehr von Paul Wesley verkündet, welche Märchen in der zweiten Staffel behandelt werden. Ein Trailer erschien am 3. Oktober, die Staffel ab dem 5. Dezember 2019.
Williamson plante, wenn die Serie um eine weitere Staffel verlängert würde, als Nächstes die Märchen Schneewittchen, Hans und die Bohnenranke und Rapunzel umzusetzen. Im Mai 2020 wurde bekannt gegeben, dass der Streamingdienst CBS All Access die Serie nicht über die zwei Staffeln hinaus fortsetzt; allerdings auch, dass der Fernsehsender The CW die beiden Staffeln eingekauft hat. Dort wird die erste Staffel seit dem 28. Juli ausgestrahlt. Die zweite folgt am 13. Oktober.
Am 1. April 2020 wurde bekanntgegeben, dass in Deutschland die erste Staffel am 1. Mai auf TVNOW veröffentlicht wird. Die zweite Staffel folgte am 1. September 2020.